# Ceux de demain
Pour plus de détails, voir Fiche technique et Distribution.
Ceux de demain est un film français réalisé par Adelqui Millar et Georges Pallu, sorti en 1938.

## Fiche technique
- Titre original : Ceux de demain
- Titre secondaire : L'Enfant de troupe[1]
- Réalisation : Adelqui Millar (Portugal) et Georges Pallu (France)
- Scénario : d'après Étienne Arnaud et André Heuzé
- Décors : René Renoux
- Photographie : Marc Bujard et Tahar Hannache
- Son : Paul Boistelle
- Musique : Jane Bos
- Affichiste : Roger Soubie[2]
- Société de production : Les Films de Koster
- Producteur : Maurice De Roock[1]
  - Pays de production :  France (Tourné au Portugal)
- Format : Noir et blanc - son mono - 16 mm[3]
- Genre : Comédie dramatique
- Durée : 88 minutes
- Date de sortie :
  - France : 24 août 1938

## Distribution
- Constant Rémy - Commandant Robert Vernot
- Jeanne Boitel - Denise Vernot
- Ninon Vallin  - Claude Arbellin
- Raymond Aimos - Belette, le moniteur de l'école
- Jean Dax - Le colonel
- Gabriel Farguette - Le petit Jean
- Jean Bara - Le petit Pierre
- Gaston Modot - Raymond
- Léon Bary - Denys
- Camille Bert
- Jean Buquet
- Doumel
- André Fouché
- Tony Murcie
- Robert Ozanne
- Émile Rousseau
- Victor Vina